# MCM (телеканал)
«MCM» (Эм-си-эм, Monte-Carlo Musique, первоначально MCM Euromusique) — французский частный музыкальный телеканал, созданный по модели MTV. Был запущен 1 июля 1989 года.
Входит в медиагруппу Groupe MCM, которая по состоянию на 2014 год включает три телеканала: MCM, MCM Top, MCM Pop. За время вещания телеканал сменил 6 логотипов.
Вещает во Франции и Монако. В 2001—2003 годах вещал также в Таиланде. 
MCM Top также вещает в России в сети оператора Билайн ТВ и у белорусского оператора «ZALA» в тестовом режиме.